# 沙爾德巴赫河
51°5′45.7″N 7°31′31.1″E / 51.096028°N 7.525306°E
沙爾德巴赫河（德語：Scharder Bach），是德國的河流，位於該國西部，處於北萊茵-威斯特法倫州，屬於伍珀河的左支流，河道全長1.5公里，流域面積1.2平方公里。